# Szuvláki

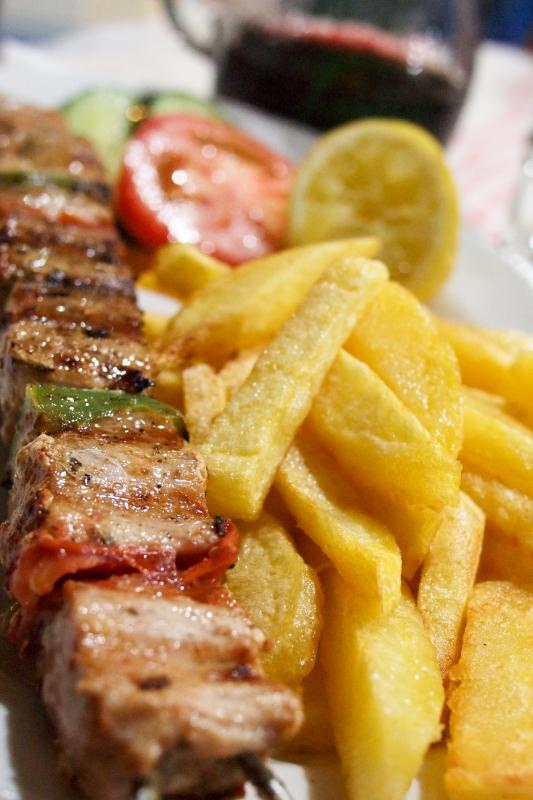
Szuvlaki egy görög étteremben

A szuvláki (görögül σουβλάκι) rövid fa- vagy fémnyársra húzott húsdarabkák elnevezése. A magyar rablóhúsnak nagyjából megfelel, azonban lényeges különbség, hogy a szuvlákira szinte csak húst tűznek, míg a magyar rablóhúsra zöldségeket is szúrnak bőségesen (és nem csak húsból áll). 
Az eredeti szuvláki sertéshúsból készül. Ma a korszerű táplálkozási szokások miatt készül borjú- és csirkehúsból egyaránt. A csirkés változatot vékony szalonnarétegbe szokták tekerni, hogy ne száradjon ki a hús. A szuvlákit rendszerint faszénen sütik, de rostélyon is készülhet. Az éttermek a borjú és csirke kivitelt fémrúdon készítik zöldségekkel elválasztva a húskockákat.

## Elkészítése

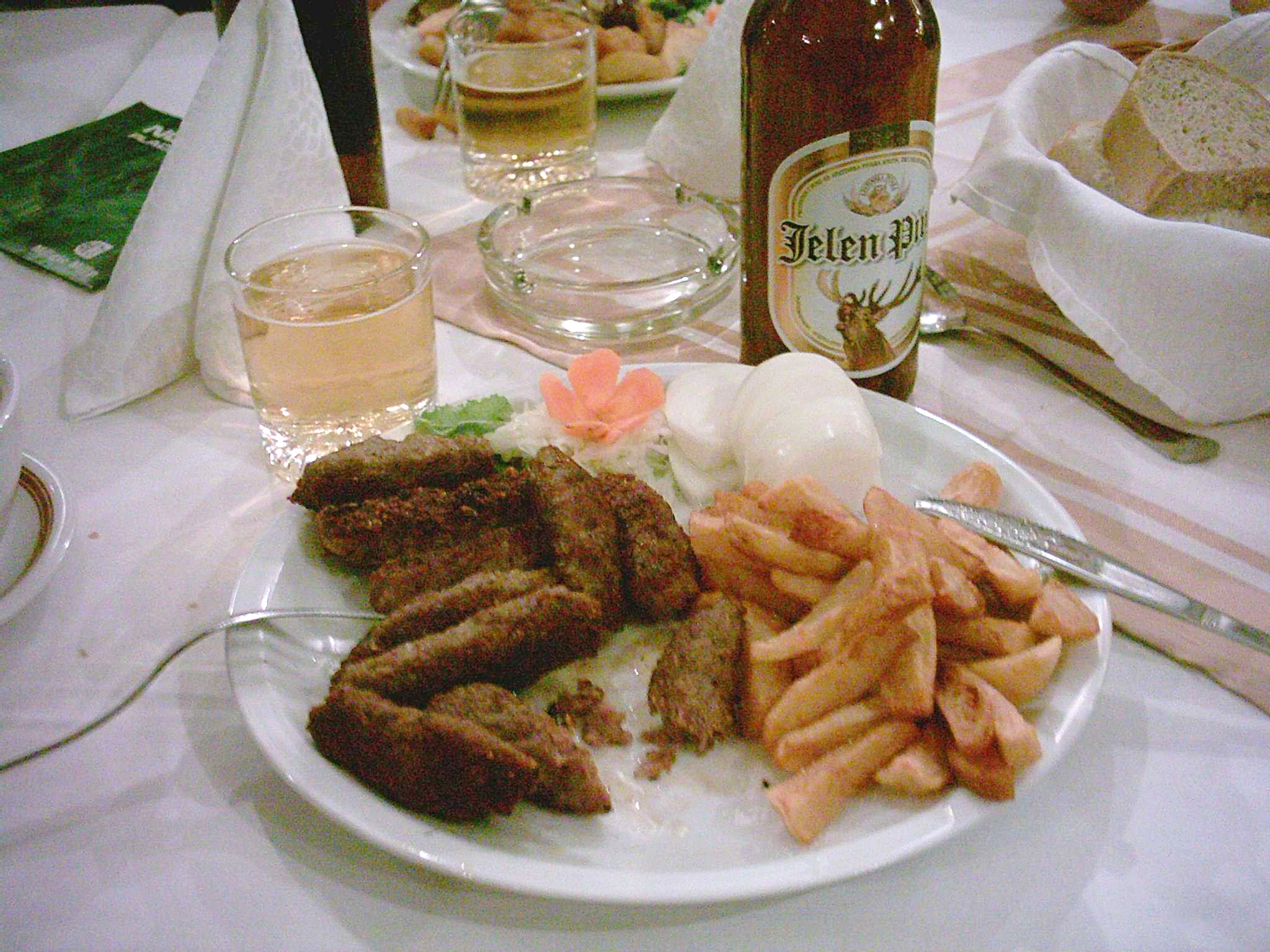
Csevapcsicsi – a szuvláki délszláv változata

A csirke-, sertés- vagy borjúhúst fel kell kockázni. A paprikát, szalonnát, hagymát - ízlés szerint akár paradicsomot is - kockára vagy kisebb darabokra kell vágni. Egy fa pálcikára először a húst, utána a szalonnát, hagymát, paprikát és a többi hozzávalót tetszőleges sorrendben fel kell szúrni, majd megsütni. Ajánlatos kint sütni a szabadban, hogy legyen egy kis finom, füstös íze. A zöldségeket bátran lehet variálni, akár padlizsánt is hozzá lehet adni a recepthez.

## Tálalás
Általában hasábburgonyával szokták enni, Erdélyben a rablóhúst musdéllyal (fokhagymamártással) szokták meglocsolni és savanyú uborkával, krumplipürével vagy akár kenyérrel is lehet enni.

## Érdekesség
Az arabok hús helyett csirkemájat szoktak használni.

## Változatok (lásd még)

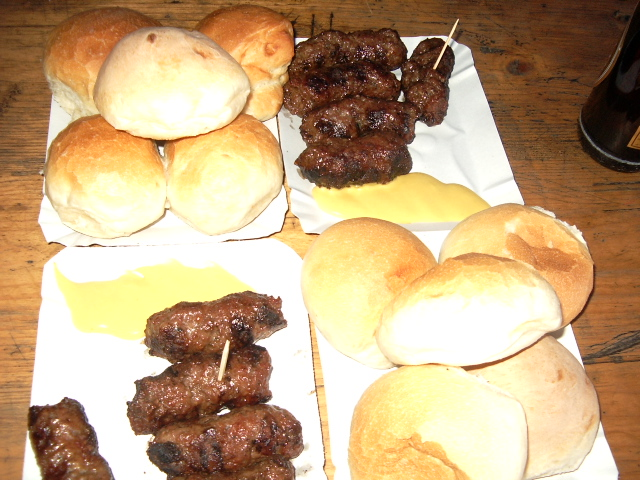
Román miccs

- Gírosz
- (döner) Kebab
- Csevapcsicsi
- Mititei (Miccs, Mici)
- Saslik
- Rablóhús